# Skrymers snore
Skrymers snore (Nordisk mytologi)
Da Thor og hans følge har overnattet i jætten Skrymers handske,
foreslår jætten at de deles om maden. Det går Thor ind på, men
bliver narret og må sulte, idet jætten binder jernsnore om madpakken.
| Nordisk mytologi | Spire Denne artikel om nordisk religion og mytologi er en spire som bør udbygges. Du er velkommen til at hjælpe Wikipedia ved at udvide den. |